# Johannes Dalhoff
Johannes Dalhoff, född 24 maj 1880, död 3 maj 1951, var en dansk socialpolitiker. Han var son till Nicolai Dalhoff.
Dalhoff var från 1924 departementschef för ministeriet för industri, handel och sjöfart. Dalhoff, som har utgett flera arbeten av statistiskt och socialt innehåll, var från 1922 statens förlikningsman i arbetstvister.